# Rudall
Rudall är en ort i Australien. Den ligger i kommunen Cleve och delstaten South Australia, omkring 260 kilometer nordväst om delstatshuvudstaden Adelaide.
Trakten runt Rudall är nära nog obefolkad, med mindre än två invånare per kvadratkilometer.. Närmaste större samhälle är Kielpa, omkring 12 kilometer nordväst om Rudall.
Trakten runt Rudall består till största delen av jordbruksmark. Genomsnittlig årsnederbörd är 454 millimeter. Den regnigaste månaden är juni, med i genomsnitt 90 mm nederbörd, och den torraste är oktober, med 8 mm nederbörd.